# آبشار هیدن
آبشار هیدن (به انگلیسی: Hidden Falls) آبشاری است که در کارولینای شمالی، ایالات متحده آمریکا واقع شده و ارتفاع کلی ریزشگاه آن ۱۳ فوت (۴٫۰ متر) است.